# 17e étape du Tour de France 2005
Pour un article plus général, voir Tour de France 2005.
La 17e étape du Tour de France 2005 a relié Pau à Revel sur une distance de 240 km le 20 juillet 2005. C'est l'étape la plus longue du tour 2005 et elle est considérée comme étant favorable aux rouleurs « baroudeurs ».
Après 30 km de course la première attaque est déclenchée ; un groupe de 17 coureurs, dont 3 de l'équipe cycliste Discovery Channel de Lance Armstrong, parvient à s'échapper du peloton. Au bout de 170 km de course les échappés ont 24 min d'avance. Au 190e km un groupe de 8 coureurs dont Paolo Savoldelli, Kurt Asle Arvesen, Sébastien Hinault et Simon Gerrans quitte le peloton de tête sous l'impulsion d'Andriy Grivko.
Avant la Côte de Saint-Ferréol à environ huit kilomètres de l'arrivée, l'équipe cycliste T-Mobile de Jan Ullrich et Alexandre Vinokourov a alors accéléré le tempo de la course et fait éclater le peloton, mais sans pouvoir inquiéter Lance Armstrong.
Dans le final, seuls 4 coureurs parviennent à rester en tête de course et c'est l'Italien Paolo Savoldelli de Discovery Channel qui l'emporte avec puissance devant Kurt Asle Arvesen (2e), Simon Gerrans (3e) et Sébastien Hinault (4e). Le peloton est arrivé avec plus de 22 min de retard sur les hommes de tête ; les classements généraux n'ont pas été modifiés durant cette étape.
Andreas Klöden, coéquipier de Jan Ullrich et deuxième du Tour de France 2004 a abandonné en début d'étape, au lendemain de sa fracture du poignet droit.

## Sprints intermédiaires
1er sprint intermédiaire à Rabastens-de-Bigorre (44,5 km)
| Premier   | Carlos Da Cruz, 6 pts. et 6 s |
| Second    | Allan Davis, 4 pts.et 4 s     |
| Troisième | Stéphane Augé, 2 pts. et 2 s  |

2e sprint intermédiaire à Gardouch (198 km)
| Premier   | Simon Gerrans, 6 pts. et 6 s     |
| Second    | Óscar Sevilla, 4 pts. et 4 s     |
| Troisième | Sébastien Hinault, 2 pts. et 2 s |

## Classement du maillot à pois de la montagne

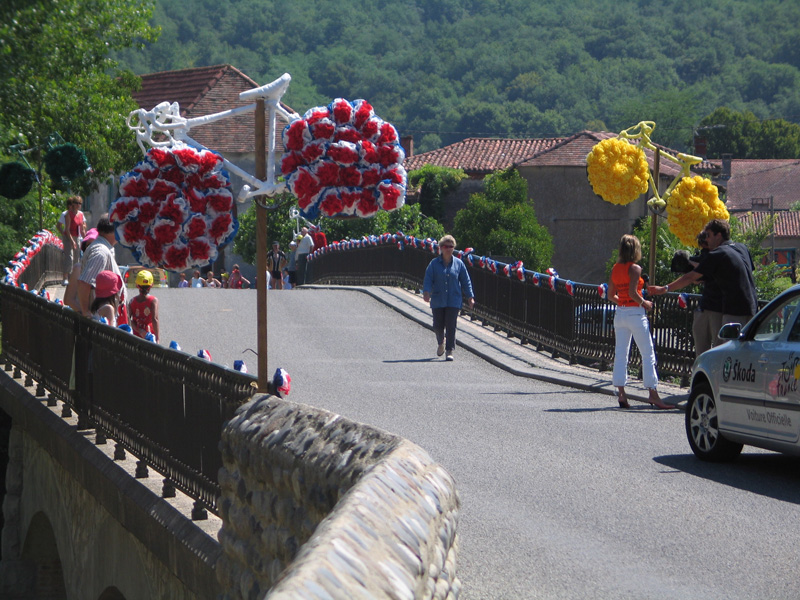
Décorations en l'honneur du tour, sur le pont de Saint-Sever-de-Rustan.

Côte de Baleix Catégorie 3 (22,5 km)
| Premier   | Bobby Julich, 4 pts.         |
| Second    | Alexandre Moos, 3 pts.       |
| Troisième | Joseba Beloki, 2 pts.        |
| Quatrième | Alexandre Vinokourov, 1 pts. |

Côte de Betbèze Catégorie 4 (88,5 km)
| Premier   | Andriy Grivko, 3 pts.   |
| Second    | Samuel Dumoulin, 2 pts. |
| Troisième | Daniele Righi, 1 pts.   |

Côte de Capens Catégorie 4 (159,5 km)
| Premier   | Andriy Grivko, 3 pts.   |
| Second    | Carlos Da Cruz, 2 pts.  |
| Troisième | Samuel Dumoulin, 1 pts. |

Côte de Saint-Ferréol Catégorie 3 (232,5 km)
| Premier   | Paolo Savoldelli, 4 pts.  |
| Second    | Sébastien Hinault, 3 pts. |
| Troisième | Kurt Asle Arvesen, 2 pts. |
| Quatrième | Simon Gerrans, 1 pts.     |